# 해방노예국
해방노예국(Freedmen's Bureau)은 정식 명칭이 난민, 해방노예, 유휴지 담당국(Bureau of Refugees, Freedmen, and Abandoned Lands)으로서, 미국 전쟁부의 하부 기관이었다. 이 부서의 목적은 “빈궁한 상태의 난민들과 해방노예들, 그리고 그들의 부인들과 가족들에게 식량, 피복, 연료, 필요한 경우 즉각적이고 임시적인 거주와 보급물자를 제공하는 것”. 해방노예국은 남부 해방노예를 지원하며, 초기 재건에서 중요한 역할을 담당하였다.
해방노예국은 1865년 3월 3일, 미합중국 대통령 에이브러햄 링컨이 급진공화 세력 등과 협의해 발의한 해방노예국법에 기초하여 설립되었고, 당해 활동에 들어갔다. 해방노예국은 미합중국 전쟁부의 산하에 있었고, 남부만을 위해 지정된 유일한 정부기관이었다. 기관장은 연방군 장성인 올리버 하워드.
해방노예국의 활동은 처음 순탄하지 못했는데, 왜냐하면 남부의 입법기관들이 아프리카계 미국인들에 대한 각종 차별입법 - 이동권, 노동권 및 다른 시민권들의 제한 - 을 통해 사실상 노예제를 존속하려고 시도했기 때문이다. 해방노예국은 경작지의 극히 일부만을 통제하였다.
해방노예국의 권력은 아프리카계 미국인들이 전쟁 중에 이별한 가족들과 재결합하는 것을 지원하며 확대되었다. 해방노예국은 그들에게 읽기와 쓰기를 가르치는 교육프로그램을 마련했고, 이것은 해방노예들은 물론 정부 차원에서도 중요한 일로 받아들여졌다. 해방국은 또한 아프리카계 미국인들에 대한 법률지원도 담당했는데, 가사문제가 주를 이뤘다. 해방노예국은 전전의 노예농장주들이 농장을 복구하고 해방노예들은 노동자로 복귀하도록 하였으며, 그들 사이의 계약사항을 감시하여 흑백관계가 전쟁 이전의 주종관계가 아닌, 자유시장에서의 고용자와 노동자의 관계로 재정립되도록 지도하였다.
1866년, 의회는 1년 주기였던 해방노예국의 기한을 갱신하였으나, 대통령 앤드루 존슨이 거부권을 행사하였다. 사유는 해방노예국법이 개별 주들의 권리를 침해하고, 평시상황에 군사력 사용은 부적절하며, 지나친 지원은 해방된 흑인들의 자립에 방해가 된다는 것 등이었다. 1869년 해방노예국은 남부 민주당원들에 의해 예산을 대부분 삭감당했으며, 인원을 상당 부분 감축하여야만 했다. 1870년까지 해방노예국은 쿠클럭스클랜의 광범위한 폭력행사로 어려움을 겪었다. KKK는 흑인뿐만이 아니라 그에 동조적이라고 여겨지는 백인들에게까지 테러 활동을 벌였고 심지어 교사들도 그 대상이었다. 한편 북부 민주당원들은 해방노예국의 활동이 아프리카계 미국인들을 나태하게 만든다고 선전하였다.
1872년, 의회는 해방노예국의 법률적 권한의 갱신을 거부했고, 해방노예국의 활동은 급작스럽게 중단되었다. 이는 국장인 하워드의 임시 출장 중 일어난 사건이었다. 이 임시출장이 해방노예국을 적대했던 국방장관 벨크냅의 기획이었다는 주장이 있다.